# Roztoki Bystrzyckie
Roztoki Bystrzyckie – przystanek osobowy w Roztokach, w Polsce, w województwie dolnośląskim, w powiecie kłodzkim. Według klasyfikacji PKP ma kategorię dworca lokalnego.

## Ruch pasażerski
| Rok  | Wymiana pasażerska na dobę |
| ---- | -------------------------- |
| 2017 | 20-49                      |
| 2022 | 20-49                      |